# Generoso Dattilo
Generoso Dattilo (Roma, 3 de mayo de 1902 – 12 de agosto de 1976) fue un árbitro de fútbol y dirigente arbitral italiano.

## Carrera
Inició su carrera muy joven y dirigió un total de 265 partidos de liga en Serie A.
En particular, se recuerda que Dattilo ha participado en dos ediciones de la Copa Mundial de Fútbol: en 1934, en Italia, fue el juez de línea; en 1950, seleccionado para el torneo en Brasil junto al boloñés Giovanni Galeati, arbitró el partido Estados Unidos-Inglaterra. Además, dirigió la final de la Copa de Europa de 1939 entre Újpest Budapest FC y Ferencvárosi Torna Club.
Ha dirigido también dos finales de Copa Italia: en 1939 Ambrosiana Inter-Novara Calcio y en 1942 Juventus-Milan. Mientras que en 1940 fue galardonado con el prestigioso premio otorgado por la Fundación Giovanni Mauro.
En 1951 fue dado de baja por los papeles, debido al rejuvenecimiento general del personal de la Federación.
Fue jefe de la CAN de 1952 a 1957 y presidente de la AIA de 1959 a 1961.
En 1970 ocupó el cargo de vicepresidente de AIA-S.A.
Fue nombrado Comandante de la República, y a él le es titulada la Sección AIA de Roma.